# Funiculaire de Johnstown
Le funiculaire de Johnstown est un funiculaire situé à Johnstown dans l'État de Pennsylvanie aux États-Unis. La pente et ses deux stations relient la ville de Johnstown avec le borough de Westmont.

## Exploitation
En plus de transporter des passagers, le funiculaire est capable de transporter les voitures à une pente de 71% (soit environ 35°).

## Patrimoine ferroviaire
Le funiculaire est inscrit dans le Registre national des lieux historiques le 18 juin 1973. En septembre 1994, il est désigné un Historic Mechanical Engineering Landmark par l'American Society of Mechanical Engineers.